# Fox Sports 1

Fox Sports 1 ( FS1 ) é um canal de televisão por assinatura dos Estados Unidos, pertencente ao Fox Sports Media Group, uma divisão da Fox Corporation. O FS1 substituiu a rede de esportes automotivos Speed em 17 de agosto de 2013, simultaneamente ao seu canal parceiro, Fox Sports 2, que substituiu o Fuel TV. Ambos o FS1 e o FS2 mantiveram a maior parte da programação esportiva de seus predecessores, assim como o conteúdo do Fox Soccer, que foi posteriormente substituído pelo canal de entretenimento baseado em FXX em 2 de setembro de 2013.
FS1 transmite uma variedade de eventos esportivos ao vivo, incluindo Major League Baseball e World Baseball Classic, esportes universitários (notavelmente futebol Big Ten, Pac-12 e Big 12 e basquete Big East), partidas de futebol (incluindo Major League Soccer, Liga MX, Copa Libertadores e Copa do Mundo FIFA) e uma diversidade de eventos automobilísticos. O FS1 também oferece notícias esportivas diárias, programação de análises e discussões, bem como programas de reality shows e documentários relacionados ao esporte.
A rede tem sua principal base na sede da divisão Fox Sports no Fox Studio Lot, localizado na seção Century City de Los Angeles, Califórnia. No entanto, a rede também possui operações de transmissão significativas na cidade de Nova York e em Charlotte, Carolina do Norte (esta última anteriormente serviu como base para a Speed).
Desde setembro de 2018, o Fox Sports 1 estava disponível para aproximadamente 83,3 milhões de domicílios com televisão por assinatura (90,3% dos domicílios com cabo) nos Estados Unidos. No entanto, desde junho de 2023, a cobertura do canal foi reduzida para 72,4 milhões de lares.

## Fundo

### Desenvolvimento
Em março de 2012, começaram a circular relatórios de que o Fox Entertainment Group tinha planos de lançar uma rede nacional de TV a cabo chamada Fox Sports 1 até agosto de 2013. Isso proporcionaria à divisão de esportes uma presença dedicada no cabo para melhor competir com redes estabelecidas, como a ESPN. A Fox já era uma influência significativa na programação esportiva a cabo, operando vários canais de nicho, incluindo Fox Soccer, Fox Deportes, Fuel TV e Fox College Sports.
Além disso, a Fox possuía as Fox Sports Networks, um conjunto de redes esportivas regionais totalmente de propriedade da Fox ou de outras empresas por meio de acordos de afiliação com a FSN. Além de transmitir jogos ao vivo para diversas equipes esportivas locais, essas redes regionais também apresentavam conteúdo nacional produzido e distribuído pela Fox Sports. Isso incluía transmissões de eventos esportivos universitários nacionais e programas especializados, como The Best Damn Sports Show Period e Baseball's Golden Age.

### Lançamento e transporte

Logotipo original, utilizado em tempo integral de 17 de agosto de 2013 a maio de 2015; atualmente usado como um logotipo alternativo.

Fox Sports 1 foi lançado formalmente em 17 de agosto de 2013, às 6h sou horário do Leste, com a seguinte introdução:
| “                                         | Good morning and welcome to the very first day of Fox Sports 1. Here on America's new sports network, our promise to you is that we will share your passion for the game, never take ourselves too seriously, and, most importantly, never put ourselves above the game nor the athletes. We will be informative without ever sacrificing accuracy. We work for you, the fan, and every day we will live up to this simple promise. Now let's get on with the show. | ” |
| — Curt Menefee, co-host of Fox NFL Sunday | |   |

O dia do lançamento contou com 16 horas e meia de cobertura esportiva ao vivo, que incluiu a transmissão da NASCAR durante a manhã e tarde (com destaque para uma rodada de qualificação e corrida da Camping World Truck Series), seguido por cinco horas de lutas do UFC à noite (com o evento principal do card Fight Night sendo a luta entre Maurício Rua e Chael Sonnen). Após a conclusão do evento do UFC, estreou o programa de notícias e discussões esportivas chamado Fox Sports Live.
Apesar de ser comercializado como um relançamento do Speed, o Fox Sports 1 foi considerado contratualmente um novo canal. Devido à sua mudança de foco de automobilismo para esportes convencionais, a Fox teve a obrigação de estabelecer novos acordos com os provedores para que pudessem transmitir a rede. Inicialmente, a Fox também procurou uma taxa de transporte mais alta, estimada em 80 centavos por assinante, mais do que o triplo da taxa de assinatura de 23 centavos que o Speed costumava cobrar. Em comparação, a ESPN cobra aproximadamente US$ 5,00 por assinante, sendo a taxa mais alta de qualquer rede de televisão paga.
As preocupações dos provedores em relação aos crescentes custos dos serviços de cabo e satélite para seus clientes, principalmente devido às taxas mais altas cobradas por certos canais esportivos, levaram a Fox a recuar na exigência da taxa de 80 centavos por assinante. Em vez disso, eles optaram por cobrar a mesma taxa de 23 centavos que os provedores pagavam para transportar o Speed.
Para os fornecedores que ainda não haviam chegado a um acordo para transmitir o Fox Sports 1, a Fox tinha o plano de oferecer uma versão do Speed com programação limitada temporariamente. Isso seria feito até que um acordo fosse alcançado, permitindo à Fox cumprir os contratos existentes que exigiam que eles fornecessem um serviço de canal de automobilismo.

### Pós-lançamento
Em 2015, a Fox Sports 1 ampliou sua cobertura para incluir eventos selecionados da NASCAR Sprint Cup Series, campeonatos USGA, torneios FIFA e Major League Soccer. A partir de julho daquele ano, coincidindo com a Copa do Mundo Feminina FIFA 2015, a rede iniciou o processo de eliminação gradual do uso do nome e logotipo completo "Fox Sports 1" em transmissões e promoções. Em vez disso, passou a identificar a rede simplesmente como "FS1" com um novo logotipo de marca. Um representante da Fox Sports explicou que o objetivo era otimizar as estratégias de marketing do canal e refletir uma abordagem mais comum e simplificada.

## Programação

### Cobertura de eventos
A programação esportiva no FS1 inclui o seguinte:
Beisebol
- Liga Principal de Beisebol ( 2014 -presente)
  - 40 jogos da temporada regular da MLB (principalmente aos sábados)
  - Até 15 jogos pós-temporada (oito jogos da Série Divisional e uma Série do Campeonato da Liga melhor de sete) [16]
- Clássico Mundial de Beisebol (2023-presente)

Boxe
- Campeões Premier de Boxe (2015-presente) [17]

Boliche
- Tour PBA (2019-presente) [18][19]

Faculdade
- Futebol e basquete da NCAA (2013-presente)
  - Basquete masculino e feminino do Big East (2013-presente) [20]
  - Big 12 futebol e basquete feminino (2013-presente)
  - Futebol Pac-12 e basquete masculino e feminino (2013-presente)
  - Big Ten futebol e basquete masculino (2017-presente)
  - Futebol e basquete masculino de Mountain West (2020-presente) [21]

Exposições de cães
- Westminster (2017-presente)

Futsal
- Copa do Mundo FIFA de Futsal (cobertura exclusiva da Copa do Mundo FIFA de Futsal de 2016, 2020 e 2024)

Corrida de cavalo
- Até 10 corridas de apostas graduadas (2014-presente) [22]
- Duas corridas de apostas importantes (2014-presente)
- Corridas selecionadas da New York Racing Association ( America's Day at the Races, 2020-presente) [23]

Esportes motorizados
- Série ARCA Menards (2013-presente)
- NASCAR (2013-presente) [1][24]
  - Série NASCAR Cup (2013-presente)
  - Série NASCAR Xfinity (2015-presente)
  - NASCAR Camping World Truck Series (2013-presente)
- Associação Nacional de Hot Rod (2016-presente) [25]

- - Série NHRA Mello Yello Drag Racing ; cobertura das eliminatórias de sexta e sábado e eliminações de domingo
  - Série NHRA Lucas Oil Drag Racing; Selecione eliminações do esportista
  - Série NHRA J&A Service Pro Mod Drag Racing

Luta profissional
- WWE SmackDown (2019 – presente; replays da Fox – será transmitido ao vivo no FS1 de costa a costa se houver um conflito na Fox)

União do rugby
- Liga Principal de Rugby (2020-presente)

Futebol
- CONCACAF (2013-presente)
  - Copa Ouro da CONCACAF (2014-presente)
  - Liga dos Campeões da CONCACAF (2020-presente)
  - Torneio de qualificação olímpica masculina da CONCACAF ( 2020 ) [26]
- Copa do Mundo FIFA (cobertura exclusiva da Copa do Mundo FIFA de 2018,7M 2022 e 2026)
- Copa do Mundo Feminina da FIFA (cobertura exclusiva da Copa do Mundo Feminina da FIFA de 2015, 2019 e 2023)
- Copa do Mundo Sub-20 da FIFA
- Copa do Mundo Feminina Sub-20 da FIFA
- Copa do Mundo Sub-17 da FIFA
- Copa do Mundo Feminina Sub-17 da FIFA
- Coupe de France (2023-presente) [27]
- Liga MX
  - Jogos em casa do Tijuana (2018-presente)
  - Jogos em casa do Monterrey (2018-presente)
  - Jogos em casa do Santos (2019-presente)
- Major League Soccer (2015-presente; 34 partidas da temporada regular)
  - MLS All-Star Game (2015-presente; direitos alternados com a ESPN até 2022)
- Seleção Masculina de Futebol dos EUA (2015-presente; direitos de todas as partidas compartilhadas com a ESPN)
- Seleção Nacional Feminina de Futebol dos EUA (2015-presente; direitos de todas as partidas compartilhadas com a ESPN)

### Programação de notícias e análises
FS1 transmite diversos programas de estúdio que se concentram principalmente no debate de temas esportivos, especialmente durante a tarde e início da noite. Em maio de 2015, a Fox Sports contratou Jamie Horowitz, ex-executivo da ESPN, para liderar o canal como presidente das redes nacionais da Fox Sports. Após sua chegada, o FS1 passou a orientar sua programação de estúdio para painéis opinativos, semelhantes aos que ele supervisionou na ESPN. Além disso, foram contratadas várias personalidades destacadas da ESPN, como Skip Bayless e Colin Cowherd (que participaram de novos programas como "Fale por si mesmo" e "Skip e Shannon: Undisputed"). Horowitz comparou essa estratégia, conhecida como "abraçar o debate", à abordagem da propriedade irmã Fox News Channel. Ele argumentou que menos espectadores estavam acompanhando programas de notícias esportivas convencionais, como o SportsCenter, devido à onipresença de notícias e destaques online, mas que havia "máximos recordes" para programas de opinião.
Após a saída de Horowitz da Fox, seu substituto Mark Silverman (que veio da Big Ten Network ) admitiu que o FS1 havia amadurecido e "crescido além do 'abraço do debate'", enfatizando o foco em oferecer programas que sejam "inteligentes, divertidos e interessantes para os fãs de esportes". ", ao lado de programas baseados em opinião.

#### Diário
- The Carton Show (dias úteis, das 7h às 9h30, horário do leste) - Programa matinal de conversa/entrevista apresentado por Craig Carton e David Jacoby
- Indiscutível (dias úteis das 9h30 ao meio-dia Leste) - Programa de painel de discussão com Skip Bayless, Michael Irvin, Richard Sherman e Keyshawn Johnson
- The Herd with Colin Cowherd (dias úteis do meio-dia às 15h, horário do leste) – Transmissão simultânea do programa de rádio de Colin Cowherd na Fox Sports Radio .
- Primeiras coisas primeiro (dias úteis, das 15h às 16h30, horário do leste) - Programa de painel de discussão com Chris Broussard, Nick Wright e Kevin Wildes
- Falar! (dias úteis das 16h30 às 18h00 Leste; repetido tarde da noite) Programa de painel de discussão com Joy Taylor, LeSean McCoy e Emmanuel Acho
- TMZ Sports (tarde da noite) - Spinoff do programa sindicalizado de fofocas de celebridades TMZ, mas focado especificamente em atletas.[31]

#### Sazonal
- Big Noon Kickoff (manhãs de sábado) - Transmissão simultânea do programa pré-jogo de futebol universitário na Fox
- NASCAR RaceDay (sábado à tarde ou domingo de manhã dependendo do horário da corrida) - Um show pré-corrida da NASCAR Cup Series, apresentado por Shannon Spake ou Adam Alexander com Bobby Labonte e Jamie McMurray fornecendo análises; o programa foi transferido para a rede do Speed.
- NASCAR Race Hub (dias úteis, das 18h às 19h, horário do leste) – Um programa diário com notícias e análises sobre o circuito NASCAR, incluindo análises de corridas anteriores e prévias das próximas ações; o programa foi transferido para a rede do Speed.

Eventos ao vivo
Futebol
- XFL (2020)

Golfe
- Campeonatos USGA (2015–2020)
  - US Open (2015–2019; cobertura ao vivo das duas primeiras rodadas)
  - US Senior Open (2015–2019; cobertura ao vivo das duas primeiras rodadas)
  - US Women's Open (2015–2019; cobertura ao vivo das duas primeiras rodadas)
  - Aberto Feminino Sênior dos EUA (2018–2019)
  - Campeonatos Amadores Masculino, Feminino e Júnior dos EUA (2015–2020)
  - Campeonatos de quatro bolas masculino e feminino dos EUA (2015–2020)
- Copa Curtis (2018)

Esportes motorizados
- Fórmula E (2014–2020)

Futebol
- Bundesliga Alemã (2015–2020) [32]
  - Supertaça DFL (2015–2020)
  - Playoffs de rebaixamento da Bundesliga (2015–2020)

Faculdade
- Tigela de férias (2017–2019) [33]

## Avaliações
Seus eventos ao vivo (como corridas da NASCAR ) são derrotados nas classificações pela ESPN, e o programa Undisputed está atrás de 613 mil espectadores para Pardon the Interruption . Os eventos ao vivo ainda forneceram altas classificações ao FS1.

### Médias da temporada
A tabela a seguir mostra a audiência média da temporada para determinadas competições esportivas coletivas no FS1:
| Evento esportivo          | Temporada | Espectadores | Referência |
| ------------------------- | --------- | ------------ | ---------- |
| Futebol universitário     | 2013      | 529.000      | [ 38 ]     |
| Liga Principal de Futebol | 2015      | 224.000      | [ 39 ]     |
| Basquete universitário    | 2013–14   | 92.790       | [ 38 ]     |

### Eventos individuais

#### Liga Principal de Beisebol
- Série do Campeonato da Liga Nacional de 2014
  - Jogo 2: 4,4 milhões de espectadores
  - Jogo 4: 5,1 milhões de espectadores
  - Jogo 5: 4,9 milhões de espectadores
- Série do Campeonato da Liga Americana de 2015
  - Jogo 1: 5,9 milhões de espectadores
  - Jogo 6: 5,6 milhões de espectadores
- Série do Campeonato da Liga Nacional de 2016
  - Jogo 2: 7,3 milhões de espectadores
  - Jogo 6: 9,7 milhões de espectadores
- Série do Campeonato da Liga Americana de 2017
  - Jogo 1: 6,2 milhões de espectadores
  - Jogo 3: 3,1 (5,1 milhões de espectadores)
  - Jogo 4: 4,7 milhões de espectadores
  - Jogo 5: 3,3 (5,3 milhões de espectadores)
  - Jogo 6: 8,2 milhões de espectadores
  - Jogo 7: 9,9 milhões de espectadores
- Série da Divisão da Liga Nacional 2018
  - Milwaukee Brewers x Colorado Rockies
    - Jogo 1: 2,46 milhões de espectadores
    - Jogo 2: 1,77 milhão de espectadores

  - Los Angeles Dodgers x Atlanta Braves
    - Jogo 2: 2,03 milhões de espectadores
    - Jogo 3: 3,02 milhões de espectadores
    - Jogo 4: 2,17 milhões de espectadores
- Série do Campeonato da Liga Nacional de 2018
  - Jogo 1: 4,64 milhões de espectadores
  - Jogo 3: 4,21 milhões de espectadores
  - Jogo 4: 4,21 milhões de espectadores
- Série da Divisão da Liga Americana 2019
  - New York Yankees x Minnesota Twins
    - Jogo 2: 2,32 milhões de espectadores
    - Jogo 3: 2,66 milhões de espectadores

  - Houston Astros x Tampa Bay Rays
    - Jogo 1: 2,53 milhões de espectadores
    - Jogo 2: 1,39 milhão de espectadores
    - Jogo 4: 3,70 milhões de espectadores
    - Jogo 5: 3,67 milhões de espectadores
- Série do Campeonato da Liga Americana de 2019
  - Houston Astros x New York Yankees
    - Jogo 2: 5,59 milhões de espectadores
    - Jogo 3: 3,84 milhões de espectadores
    - Jogo 4: 5,86 milhões de espectadores
    - Jogo 5: 5,63 milhões de espectadores
    - Jogo 6: 7,47 milhões de espectadores
- Série da Divisão da Liga Nacional de 2020
  - Los Angeles Dodgers x San Diego Padres
    - Jogo 1: 1,49 milhão de espectadores
    - Jogo 2: 1,64 milhão de espectadores

  - Atlanta Braves x Miami Marlins
    - Jogo 1: 1,30 milhão de espectadores
    - Jogo 3: 1,01 milhão de espectadores
- Série do Campeonato da Liga Nacional de 2020
  - Los Angeles Dodgers x Atlanta Braves
    - Jogo 2: 2,46 milhões de espectadores
    - Jogo 3: 2,09 milhões de espectadores
    - Jogo 4: 5,04 milhões de espectadores (também exibido pela Fox )
    - Jogo 5: 3,61 milhões de espectadores
    - Jogo 6: 4,28 milhões de espectadores
    - Jogo 7: 9,67 milhões de espectadores (também exibido pela Fox )
- Série da Divisão da Liga Americana de 2021
  - Tampa Bay Rays x Boston Red Sox
    - Jogo 1: 2,70 milhões de espectadores
    - Jogo 2: 2,70 milhões de espectadores
    - Jogo 4: 3,47 milhões de espectadores

  - Houston Astros x Chicago White Sox
    - Jogo 1: 2,06 milhões de espectadores
    - Jogo 4: 1,70 milhão de espectadores
- Série do Campeonato da Liga Americana de 2021
  - Houston Astros x Boston Red Sox
    - Jogo 2: 778 mil espectadores (5,7 milhões de espectadores com audiência da Fox adicionada))
    - Jogo 3: 3,5 milhões de espectadores
    - Jogo 4: 4,1 milhões de espectadores
    - Jogo 5: 3,5 milhões de espectadores
    - Jogo 6: 5,8 milhões de espectadores
- Série da Divisão da Liga Nacional de 2022
  - San Diego Padres x Los Angeles Dodgers
    - Jogo 1: 2,4 milhões de espectadores
    - Jogo 2: 3,1 milhões de espectadores
    - Jogo 3: 4,1 milhões de espectadores
    - Jogo 4: 3,0 milhões de espectadores

  - Atlanta Braves x Philadelphia Phillies
    - Jogo 3: 2,9 milhões de espectadores
    - Jogo 4: 2,8 milhões de espectadores
- Série do Campeonato da Liga Nacional de 2022
  - San Diego Padres x Philadelphia Phillies
    - Jogo 1: 4,1 milhões de espectadores
    - Jogo 2: 2,0 milhões de espectadores (4,8 milhões com os espectadores da Fox adicionados)
    - Jogo 3: 4,9 milhões de espectadores
    - Jogo 5: 3,6 milhões de espectadores

#### Futebol universitário

##### Temporada regular
| Classificação | Data                                                  | Combate                             | Combate | Combate                             | Combate | Espectadores (milhões) | Classificação de TV | Significado               |
| ------------- | ----------------------------------------------------- | ----------------------------------- | ------- | ----------------------------------- | ------- | ---------------------- | ------------------- | ------------------------- |
| 1             | 3 de setembro de 2015, 8h30 horário do leste dos EUA  | Michigan                            | 17      | Utá                                 | 24      | 2.9                    | 1.7                 |                           |
| 2             | 8 de outubro de 2016, 12h00 horário do leste dos EUA  | Texas                               | 40      | <b id="mwA0g">#20 Oklahoma</b>      | 45      | 2.8                    | 1.7                 | Confronto do Rio Vermelho |
| 3             | 4 de novembro de 2017, 16h00 horário do leste dos EUA | <b id="mwA1Q">#8 Oklahoma</b>       | 62      | #11 Estado de Oklahoma              | 52      | 2,5                    | 1.4                 | Série de confusão         |
| 4             | 14 de outubro de 2017, 7h30 horário do leste dos EUA  | <b id="mwA2M">#9 Estado de Ohio</b> | 56      | Nebrasca                            | 14      | 2.4                    | 1.3                 |                           |
| 5             | 13 de outubro de 2018, 12h00 horário do leste dos EUA | Minesota                            | 14      | <b id="mwA3Q">#3 Estado de Ohio</b> | 30      | 2.4                    | 1.4                 |                           |
| 6             | 17 de novembro de 2018, 4h00 horário do leste dos EUA | Indiana                             | 20      | <b id="mwA4I">#4 Michigan</b>       | 31      | 2.3                    | 1.4                 |                           |
| 7             | 29 de novembro de 2013, 7h00 horário do leste dos EUA | Estado de Oregon                    | 35      | <b id="mwA5A">#12 Oregon</b>        | 36      | 2.2                    | 1.3                 | Guerra civil              |
| 8             | 7 de novembro de 2013, 7h30 horário do leste dos EUA  | #7 Oklahoma                         | 12      | <b id="mwA58">#5 Baylor</b>         | 41      | 2.1                    | 1.3                 |                           |
| 9             | 2 de setembro de 2017, 12h00 horário do leste dos EUA | Maryland                            | 51      | #23 Texas                           | 41      | 2.1                    | 1.2                 |                           |
| 10            | 24 de outubro de 2020, 3h30 horário do leste dos EUA  | #8 Estado da Pensilvânia            | 35      | <b id="mwA7s">Indiana</b>           | 36      | 2.1                    | 1,0                 |                           |

##### Outros jogos notáveis
- Tecnologia Texas 2013 - Texas: 1,0
- 2013 Oklahoma - Estado do Kansas: 1,07
- 2013 Estado de Washington - Oregon: 1,1
- Oregon-Washington 2013: 1,77
- Washington-Oregon 2014: 1,13
- Estado de Oklahoma 2014 - TCU: 1,0
- Baylor - Virgínia Ocidental 2014: 1,64
- Oregon 2014 - Cal: 1,2
- 2014 Virgínia Ocidental – Texas: 1,32
- Baylor-Oklahoma 2014: 2,05
- 2014 TCU-Texas: 1,3
- 2014 Oklahoma - Estado de Oklahoma: 1,1
- 2015 Virgínia Ocidental – Oklahoma: 1.238
- 2015 Baylor - Estado do Kansas: 1.189
- Tecnologia Texas 2015 - Texas: 1.358
- Estado do Kansas x Stamford 2016: 1.358
- 2016 USC - Utah: 1,0
- 2016 Washington - Utah: 1.376
- 2016 Texas - Tecnologia do Texas: 1.051
- 2016 Virgínia Ocidental – Texas: 1.269
- 2016 Baylor - Virgínia Ocidental: 1,0
- 2017 Washington-Colorado: 1.049
- 2017 Oklahoma x Baylor: 1.254
- 2017 Nebraska x Illinois: 1,0
- 2017 Estado do Kansas - Texas: 1.266
- 2017 Virgínia Ocidental - TCU: 1.149
- 2017 Washington-Stamford: 1.057
- 2017 Nebraska - Penn State: 1.564
- 2017 Estado de Iowa - Nebraska: 1,4
- 2018 Texas-Maryland: 1.274
- 2018 Penn State x Illinois: 1.170
- 2018 Nebraska – Michigan: 1.449
- Colorado-USC 2018: 1.184
- 2018 Virgínia Ocidental - Estado de Iowa: 1.323
- 2018 Texas – Kansas: 1.185
- 2019 Iowa - Estado de Iowa: 1,17
- 2019 Utah-USC: 1,42
- 2019 Nebraska – Minnesota: 1,02
- 2019 Texas – Estado de Iowa: 1,07
- 2019 Texas-Baylor: 1,15
- 2020 Michigan-Indiana: 1,75
- 2020 Penn State - Nebraska: 1,72
- 2020 Iowa-Minnesota: 1,42
- 2020 Wisconsin-Iowa: 1,80
- 2020 Minnesota x Nebraska: 1,05
- 2021 Iowa – Maryland: 1,38
- 2021 Nebraska – Estado de Michigan: 1,66

##### Jogos de boliche
| Ano  | Tigela           | Combate                                 | Combate                                 | Combate                                 | Combate                                 | Espectadores (milhões)                  | Classificação de TV                     |
| ---- | ---------------- | --------------------------------------- | --------------------------------------- | --------------------------------------- | --------------------------------------- | --------------------------------------- | --------------------------------------- |
| 2017 | Tigela de férias | #18 Estado de Washington                | 17                                      | #16 Estado de Michigan                  | 42                                      | 1.6                                     | n / D                                   |
| 2018 | Tigela de férias | #22 Noroeste                            | 31                                      | #17Utah                                 | 20                                      | 1,8                                     | 0,9                                     |
| 2019 | Tigela de férias | #22USC                                  | 24                                      | #16 Iowa                                | 49                                      | 2,5                                     | 1.3                                     |
| 2020 | Tigela de férias | Cancelado devido à pandemia de COVID-19 | Cancelado devido à pandemia de COVID-19 | Cancelado devido à pandemia de COVID-19 | Cancelado devido à pandemia de COVID-19 | Cancelado devido à pandemia de COVID-19 | Cancelado devido à pandemia de COVID-19 |

#### Série da Copa NASCAR

##### Temporada regular
| Classificação | Data                | Corrida                              | Espectadores (milhões) | Classificação de televisão |
| ------------- | ------------------- | ------------------------------------ | ---------------------- | -------------------------- |
| 1             | 3 de abril de 2016  | STP 500                              | 4.2                    | 2,5                        |
| 2             | 29 de março de 2015 | STP 500                              | 4.1                    | 2.4                        |
| 3             | 2 de abril de 2017  | STP 500                              | 4,0                    | 2.3                        |
| 4             | 15 de maio de 2016  | AAA 400 Drive para Autismo           | 4,0                    | 2,5                        |
| 5             | 26 de junho de 2016 | Toyota/Salve Mart 350                | 3.9                    | 2.4                        |
| 6             | 31 de maio de 2015  | FedEx 400                            | 3.9                    | 2,5                        |
| 7             | 15 de maio de 2015  | Corrida das Estrelas                 | 3.8                    | 2.1                        |
| 8             | 28 de junho de 2015 | Toyota/Salve Mart 350                | 3.7                    | 2.3                        |
| 9             | 11 de junho de 2017 | Pocono 400                           | 3.6                    | 2.2                        |
| 10            | 7 de junho de 2015  | Axalta 'Nós Pintamos Vencedores' 400 | 3.6                    | 2.3                        |

##### Outras corridas notáveis
- Duelo de 2014: 1,9 (3,1 milhões de espectadores)
- Corrida All-Star de 2014: 2,1 (3,5 milhões de espectadores)
- Duelo de 2015: 1,8 (3,0 milhões de espectadores)
- Martinsville 2015: 2,4 (4,1 milhões de telespectadores)
- Corrida All-Star 2015: 2,1 (3,8 milhões de espectadores)
- Dover 2015: 2,5 (3,9 milhões de espectadores)
- Pocono 2015: 2,3 (3,6 milhões de espectadores)
- Michigan 2015: 2,2 (3,5 milhões de espectadores)
- Sonoma 2015: 2,3 (3,7 milhões de telespectadores)
- Duelo de 2016: 1,6 (2,5 milhões de espectadores)
- Martinsville 2016: 2,2 (4,2 milhões de telespectadores)
- Corrida All-Star 2016: 2,0 (3,3 milhões de espectadores)
- Sonoma 2016: 2,2 (3,9 milhões de telespectadores)
- Duelo de 2017: 2,5 milhões de espectadores
- 2017 Martinsville: 2,3 (4,0 milhões de telespectadores)
- Corrida All-Star 2017: 1,6 (2,9 milhões de espectadores)
- Pocono 2018: 1,6 (2,7 milhões de espectadores)
- Texas 2018: 1,7 (2,8 milhões de espectadores)
- Dover 2018: 1,7 (2,8 milhões de espectadores)
- Martinsville 2019: 1,5 (2,5 milhões de espectadores)
- Sonoma 2019: 1,5 (2,5 milhões de espectadores)
- Bristol 2019: 1,7 (2,8 milhões de espectadores)
- Bristol 2020: 1,7 (2,9 milhões de espectadores)
- Pocono 2020: 1,6 (2,7 milhões de espectadores)
- Kentucky 2020: 1,6 (2,6 milhões de espectadores)
- Corrida All-Star de 2021: 1,6 (2,7 milhões de espectadores)
- 2021 Sonoma: 1,5 (2,5 milhões de espectadores)
- 2021 Darlington: 1,7 (3,1 milhões de espectadores)
- 2021 Kansas: 1,6 (2,7 milhões de espectadores)

#### Campeonato de luta final
- Preliminares do UFC Fight Night 59 : 1,1 milhão de espectadores
- UFC Fight Night 59 : 2,8 milhões de espectadores
- Preliminares do UFC Fight Night 81 : 1,8 milhão de espectadores
- UFC Fight Night 81 : 2,3 milhões de espectadores
- Preliminares do UFC Fight Night 82 : 1,1 milhão de espectadores
- UFC Fight Night 82 : 1,3 milhão de espectadores
- Preliminares do UFC 168 : 1,6 milhão de espectadores
- Preliminares do UFC 182 : 1,0 milhão de espectadores
- Preliminares do UFC 193 : 1,3 milhão de espectadores
- Preliminares do UFC 194 : 1,9 milhão de espectadores
- Preliminares do UFC 195 : 1,0 milhão de espectadores
- Preliminares do UFC 196 : 1,8 milhão de espectadores
- Preliminares do UFC 207 : 1,5 milhão de espectadores
- Preliminares do UFC 229 : 1,3 milhão de espectadores

#### Futebol
- Copa do Mundo Feminina FIFA 2015 - Estados Unidos x Austrália: 3,9 milhões
- Copa do Mundo Feminina FIFA 2015 - Japão x Inglaterra: 2,3 milhões
- Copa do Mundo Feminina FIFA 2015 - Estados Unidos x Colômbia: 4,7 milhões
- Quartas de final da Copa América Centenário 2016: - Estados Unidos x Equador: 2,1 milhões
- Final da Copa Ouro da CONCACAF 2017 - : Estados Unidos x Jamaica: 1,8 milhão
- Final da Copa Ouro da CONCACAF 2019 - México x Estados Unidos: 2,9 milhões
- Final da Copa América 2021 – Argentina x Brasil: 1,8 milhão
- Final da Copa Ouro da CONCACAF 2021 - Estados Unidos x México: 1,9 milhão

## Disputas de transporte
Em fevereiro de 2015, a Fox Sports 1 envolveu-se em uma disputa de transporte com a AT&T U-verse, pois o Fox Sports Media Group buscava taxas de transporte mais elevadas para a rede, a fim de cobrir os custos dos direitos de transmissão esportiva adquiridos pelo grupo para preencher a programação do FS1 desde o seu lançamento. A AT&T recusou-se a aceitar essas taxas adicionais, e um representante do provedor declarou que "embora seja importante para nós fornecermos aos nossos clientes o conteúdo que desejam, não acreditamos ser razoável repassar os custos adicionais de transporte desta programação para o nosso cliente". Em vez de retirar o canal completamente, a Fox optou por ocultar determinados eventos esportivos transmitidos pelo FS1 no U-verse, incluindo alguns eventos da NASCAR, Major League Soccer, Major League Baseball e basquete universitário.